# فرودگاه شهری فیلادلفیا
 فرودگاه شهری فیلادلفیا (به انگلیسی: Philadelphia Municipal Airport) یک فرودگاه همگانی بهره‌برداری هوایی است که یک باند فرود آسفالت دارد و طول باند آن ۱۵۲۴ متر است. این فرودگاه در کشور ایالات متحده آمریکا قرار دارد و در ارتفاع ۱۴۰ متری از سطح دریا واقع شده است.